# Llengua morta

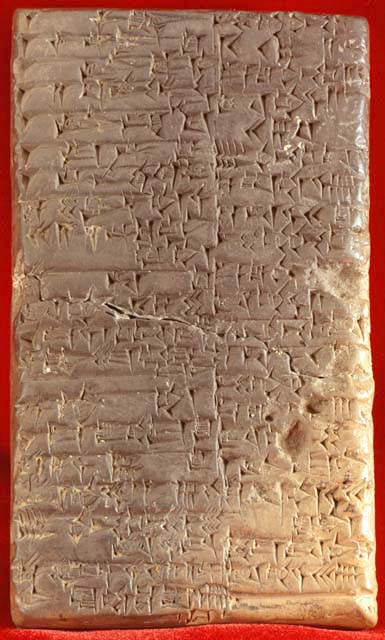
L'escriptura cuneïforme va ser usada per a representar diverses llengües, com el sumeri, accadi, l'hitita o l'elamita, que actualment són llengües mortes

Una llengua morta és una llengua extingida que no es parla en cap comunitat en concret i no és la llengua materna de cap individu, sinó que roman només com a testimoni del passat o en documents escrits. Algunes llengües mortes continuen en certs usos, com a segona llengua, llengua clàssica o litúrgica, encara que la llengua ja no sigui adquirida per ningú com a llengua materna. En aquests casos la llengua no segueix el camí normal d'evolució i desenvolupament que ocorren al llarg del temps en les llengües vives.
S'ha donat el cas de llengües mortes ressuscitades, com el còrnic i l'hebreu. També hi ha llengües, com el llatí, que s'han continuat usant en l'alta cultura, l'educació, l'escriptura i la litúrgia molt després de desaparèixer en l'ús quotidià.

## Causes de la desaparició de les llengües
Hi ha moltes causes per les quals una llengua pot desaparèixer, causes que no tenen per què ser excloents. Un exemple és la conquesta espanyola d'Amèrica, en la qual la hispanització i la forta influència cultural europea que es va produir al llarg del segle xviii, va fer que el nombre de parlants en llengua caribenya materna anessin disminuint progressivament fins a desaparèixer definitivament i ser catalogada com a llengua morta el 1920.
- Violència. Guerres, invasions i colonitzacions poden fer desaparèixer físicament als parlants d'una llengua o canviar-la per una altra, de manera que la llengua desapareix amb ells. És el cas de les llengües de Tasmània o algunes de les llengües índies americanes, sobretot a l'Amèrica del Nord. Es pot considerar en aquest grup a les violentes polítiques de desarrelament seguides pel govern d'Austràlia contra els aborígens fins als anys 1960. De vegades es parla de «lingüicidi» en aquests casos.
- Desastres naturals i malalties. Desastres naturals com el tsunami viscut recentment a Indonèsia, poden fer desaparèixer físicament a una població o deixar-la en estat que els seus parlants hagin de refugiar-se a una altra cultura, adoptant la seva llengua i costums. En el cas de les malalties, els investigadors moderns han de tenir molta cura en els seus contactes amb pobles remots, ja que la transmissió d'una malaltia trivial pot resultar fatal. Això afecta en gran manera a llengües parlades per petits grups. Per exemple, és ben conegut que l'Arau va desaparèixer a 1877 a causa d'una epidèmia de xarampió.
- Pressió econòmica. En aquest cas la desaparició es produeix perquè els parlants consideren que els seus fills tindran un millor futur si aprenen una determinada llengua. En dues generacions la llengua original estarà en perill de desaparició. És el cas de la pressió de l'anglès sobre moltes llengües, incloent-hi algunes tan importants com el danès[1] o el noruec,[2] que, en aquest cas concret i de moment, no estan en perill. En el passat algunes activitats econòmiques van tenir un efecte desastrós sobre els pobles indígenes. Així, la febre del cautxú va delmar a nombrosos pobles amazònics especialment al nord del Perú (com els peba-jaguar i els bora-witoto).
- Prestigi cultural. Aquest mecanisme sovint està relacionat amb l'anterior, ja que el prestigi cultural sovint prové de la riquesa material. És un dels mecanismes més importants per a la desaparició de llengües petites. Quan una llengua estrangera obté prestigi i l'elit cultural o econòmica comença a usar-la, passarà poc temps fins que aquest aprenentatge es desplaci cap a la perifèria tant geogràfica com cultural i els nens deixin d'aprendre llengua pròpia a favor de l'externa. Diverses de les llengües desplaçades per la romanització haurien experimentat un procés d'aquest tipus. També n'és un exemple l'elamita, substituït per les llengües iràniques.
- Canvi voluntari. És relativament infreqüent, però hi ha casos documentats en què una població ha decidit voluntàriament i per assemblea canviar a una altra llengua.[3] En algun moment entre el segle xviii i XIX l'ètnia nord-peruana dels icahuates va decidir migrar al sud i es va integrar juntament amb els Múnic, sent absorbida per aquests.

Altres vegades una llengua no desapareix simplement, sinó que pateix una sèrie de canvis lingüístics que afecten tant a la seva fonologia com a la seva gramàtica de tal manera que la llengua reflectida en els escrits acaba diferint de la llengua parlada. Amb el temps els parlants que no han rebut entrenament formal en la forma escrita de la llengua no són capaços d'entendre'l, llavors es considera que la llengua escrita és una llengua morta diferent de la llengua entesa pels parlants. Aquest cas ha estat molt freqüent a la història i és la manera com es van convertir en llengües mortes el llatí, el xinès clàssic, el sànscrit i l'antic egipci. Tots ells van evolucionar donant lloc a llengües diferents. Així doncs, el xinès clàssic, l'antic egipci, el llatí i l'avèstic no són llengües mortes, són estadis antics de llengües actuals. La mort d'una llengua, en canvi, significa la desaparició física del poble que la parlava o bé la substitució de la llengua per una altra.

### La crisi moderna
S'estima que una llengua humana mor cada dues setmanes amb el seu últim parlant. Els científics estimen que hi ha unes 6.000 llengües vives en el món, de les quals es creu que aproximadament el 90% desapareixerà en els propers dos o tres segles. Només a l'Amèrica del Nord han desaparegut en les últimes dècades més de 50 llengües natives. A l'Amazònia Peruana a principis de segle xviii hi havia al voltant de 150 llengües, de les que actualment en sobreviu tot just una tercera part.
Òbviament, els efectes sociològics dels processos econòmics que han reduït l'aïllament de comunitats remotes i han forçat a milions de persones a deixar les seves petites comunitats locals per emigrar a grans ciutats han contribuït poderosament a l'abandonament o declivi de llengües d'àmbit local en favor d'altres de més àmplia difusió, a una escala sense precedents en la història de la humanitat.
Es considera que la supervivència d'una llengua està amenaçada quan els nens ja no l'aprenen com llengua materna. És a dir, quan els pares transmeten als seus fills una llengua diferent de la seva pròpia llengua nativa. En aquests casos demogràficament en morir o envellir les generacions que coneixen la llengua, el nombre de parlants es redueix dramàticament perquè no existeixen nous parlants.
Moviments recents tendeixen a intentar la conservació d'aquest patrimoni, bé intentant la restitució, bé fixant el contingut lingüístic. No obstant això, la documentació de la varietat lingüística per si mateixa és incapaç d'aturar els processos socioeconòmics que condueixen a l'abandonament o declivi de les llengües amenaçades.

### Coneixement de les llengües mortes
Per les llengües de les quals no queden parlants vius, l'anàlisi de documents antics és l'única possibilitat de reconstrucció que tenen els lingüistes. Per les llengües amenaçades en vies de desaparició (la que té molt pocs parlants se sol anomenar microllengua) o amb molta documentació escrita, l'esforç se centra en la creació d'un diccionari, una gramàtica i enregistraments sonors per conservar la major quantitat possible d'informació. El problema el representa la manca de diners i personal capaç, la tasca desborda qualsevol intent que s'ha fet fins ara. A més la majoria de treball lingüístic nou s'elabora normalment sobre la base de llengües vives, de manera que és discutible fins a cert temps el valor d'ús científic dels materials sobre llengües ja desaparegudes.

## Llengües amenaçades
Una llengua amenaçada és una llengua per la qual s'identifiquen factors que deixen entreveure la possibilitat que la llengua es converteixi en una llengua morta a mitjà termini. Normalment el factor principal que es considera per considerar una llengua amenaçada és que els fills de parlants nadius estiguin adquirint una altra llengua diferent o passada la més tendra infància deixin d'utilitzar la seva llengua materna en favor d'altres llengües d'ús més general.
D'altra banda hi ha evidències lingüístiques que una llengua que està perdent nombre de parlants i veu el seu ús cada vegada més restringit, fins a ser utilitzada només en un àmbit estrictament familiar perd algunes de les seves estructures lingüístiques més complexes. S'han observat tant la pèrdua de les àrees menys productives de la gramàtica, com la substitució de les estructures natives per estructures de les llengües en favor de les quals s'està perdent la llengua amenaçada. Per mesurar el grau de perill que té una llengua existeixen diferents índexs, entre ells l'escala EGIDS.
La UNESCO té un Atles Interactiu UNESCO de les Llengües en Perill en el Món que proporciona informació sobre la ubicació i situació de les llengües amenaçades. També és d'utilitat el Llibre Vermell de les Llengües Amenaçades de Tapani Salminen i també publicat per la UNESCO.

## Reversió i supervivència de llengües
Que les llengües ressuscitin és un fet insòlit i fins fa un segle es creia impossible. Si més no hi ha un cas, el de l'hebreu, en què una llengua morta ha estat «reviscuda» per al seu ús diari. L'hebreu havia estat suplantat ja en l'antiguitat per l'arameu, encara que s'havia conservat com a llengua litúrgica i literària. Al segle xix era emprat pels moviments sionistes, car el consideraven un símbol d'identitat del poble jueu. La decisió de donar a l'estat d'Israel una llengua «neutral» com a llengua oficial, és el que ha donat l'impuls per reviure l'idioma. La llengua va fer una reacció natural en trobar-se fora del seu temps i va experimentar, els primers anys, una evolució accelerada. A més, s'han creat un gran nombre de neologismes per adaptar-lo a l'ús modern.
Dues llengües cèltiques van ressuscitar el darrer segle. Estem parlant del còrnic i el manx. El còrnic (kernowek) és la llengua de Cornualla. Va desaparèixer al segle xvii i des de mitjans del segle xx torna a ser present a les llars i als mitjans de comunicació. El manx (gaelg) és la llengua pròpia de l'illa de Man. L'últim parlant va morir als anys setanta del segle xx i un grup d'illencs es van moure per reviure l'idioma. Ara és la llengua materna de molts nens i joves de l'illa. Aquests casos, però, segueixen sent qüestionats, potser perquè no han deixat de ser llengües amenaçades o pel fet que no reben el suport d'estaments polítics com a llengües oficials, o bé a causa del seu modest nombre de parlants: entre cent i tres-cents pel manx i uns sis-cents pel còrnic.
Pel que fa a llengües en perill, s'han realitzat diversos intents de preservar llengües menors, amb més o menys èxit.
Un dels èxits a destacar és el del finlandès a Finlàndia, que va ser instaurat i promocionat com a llengua oficial pel govern després de la independència. La llengua estava amenaçada pel prestigi del suec, que actualment també és llengua oficial del país. Èxits menors són el basc i l'irlandès, que té més parlants en el 2004 dels que tenia el 1954, encara que el seu futur no està assegurat. En ambdós casos s'ha decretat la cooficialitat de les llengües (l'irlandès fins i tot és oficial a la Comunitat Europea) i se n'ha promogut l'escolarització pública no universitària.
Llengües en què les mesures no semblen haver tingut èxit són el bretó i l'occità. El govern francès no ha reconegut oficialment aquestes llengües. La seva presència als mitjans de comunicació és anecdòtica, i les escoles bressol monolingües (Calandreta per l'occità i Diwan per al bretó) són iniciatives privades de caràcter marginal (menys d'un 2% dels alumnes assisteixen a aquestes escoles). Es creu que la llengua desapareixerà en una generació.
Els exemples anteriors s'han pres de llengües europees, els parlants de les quals posseeixen els mitjans materials per defensar les seves llengües maternes. En el cas de llengües en països pobres, on els parlants són marginats, la conservació es complica molt. Simplement no es disposa dels diners necessaris per oferir les mateixes possibilitats que tenen els parlants de llengües prestigioses: escolarització, televisió, diaris, llibres, Internet, treball, etc.

## Llista de llengües mortes
Algunes de les llengües mortes més importants es llisten a continuació.

### Llengües mortes «clàssiques»
El llatí, el grec clàssic i el sànscrit són llengües que es consideren habitualment llengües mortes. Tanmateix, hi ha també qui argumenta que no ho són si es té en compte que determinades ciències encara utilitzen una gran quantitat del seu lèxic i que hi ha encara moltes persones que són capaces de parlar com a segona llengua, però, és totalment dubtós que hi hagi parlants amb la mateixa intuïció per jutjar la gramaticalitat de certes sentències.
Per exemple, el llatí és la llengua oficial de l'església catòlica. Segons un article de Pierre Georges en la seva crònica de Le Monde, el llatí s'hauria enriquit amb unes 60.000 paraules i locucions noves en els darrers segles. Com a exemples nomena vis atòmica per «poder nuclear», res inexplicata Volans per «OVNI», etc. El llatí va continuar en ús en textos científics i filosòfics molt de temps després de la seva mort, costum que es va mantenir com a mínim fins al segle xix.
Segons Paul Valéry no va ser fins després de la Primera Guerra Mundial que el coneixement del grec clàssic va deixar de ser habitual a França en persones formades. En la seva joventut no era gens estrany veure un home educat llegir Tucídides en el text original.
Aquest tipus de «vida» és possible per a un petit nombre de llengües que estan associades a una cultura amb prou prestigi i que permeti el manteniment de la llengua per a l'ús científic, legal o eclesiàstic. Per a usos litúrgics s'han conservat per exemple l'eslavó, l'avèstic, el copte, el sànscrit, el ge'ez, etc.
Determinades organitzacions utilitzen llengües mortes o rares per ajudar a produir un cert ambient o donar prestigi. Un exemple d'aquest ús és la Viquipèdia: hi ha versions en sànscrit, llatí, anglosaxó i gòtic.

### Llengües ameríndies en perill d'extinció
Nombroses llengües americanes indígenes han desaparegut des del segle xvi, però la tendència s'ha accelerat alarmantment al segle xx. Pràcticament no hi ha país d'Amèrica en què no hi hagi llengües indígenes amenaçades.
Entre les llengües ameríndies i les vernacles americanes n'hi ha almenys unes 170 que es troben severament amenaçades. Algunes es troben probablement extintes avui en dia, ja que els últims registres de contacte amb parlants es remunten a vegades a 20 anys enrere.